# Eighteen Hundred and Eleven
Eighteen Hundred and Eleven: A Poem ("1811: un poema") es un poema escrito por Anna Laetitia Barbauld en 1812 en el cual critica la participación de Gran Bretaña en las Guerras Napoleónicas.
Gran Bretaña estaba en guerra con Francia desde hacía una década y se encontraba a punto de perder las Guerras Napoelónicas, cuando Barbauld publicó su sorprendente sátira al estilo Juvenal. Argumenta que el Imperio Británico estaba decayendo mientras que el Americano se fortalecía. Sería a América a donde irían la riqueza y la fama de Gran Bretaña, según Barbauld, e Inglaterra se convertiría en una mera ruina. Relacionó esta decadencia directamente con la participación de Gran Bretaña en las Guerras Napoleónicas. 
Este pesimista punto de vista fue, como se había predicho, muy mal recibido: las críticas, tanto las presentes en revistas liberales como conservadoras, pasaron de ser cautelosas a muy negativas y, finalmente, a escandalosamente abusivas. Barbauld, sorprendida por la reacción, se retiró del ojo público; en efecto, nunca volvió a publicar un libro durante el esto de su vida. Incluso cuando Gran Bretaña estaba a punto de ganar la guerra, Barbauld no pudo regocijarse. Le escribió a un amigo: "No se si ponerme feliz por esta victoria, espléndida como es, sobre Bonaparte, cuando considero el horrible desperdicio de vidas, la masa de miseria, que traen consigo semejantes combates".